# Ignacio Delgado Zambrano
Ignacio Delgado Zambrano (Sevilla, 1975), es un cineasta y docente español con una destacada trayectoria en el ámbito cinematográfico, teatral y audiovisual. Fundador de Producciones Cinematográficas Saint Denis, ha producido y dirigido largometrajes, cortometrajes, óperas y musicales, combinando su faceta artística con la docencia. Entre sus trabajos más reconocidos se encuentran el largometraje Reprimidos (2004), presentado en el Festival de Cine Iberoamericano de Huelvay Calladita (2024) de Miguel Faus, donde fue productor ejecutivo.

## Formación
Nacido en Sevilla en el año 1975, Ignacio Delgado, desde muy pequeño mostró su interés por el arte y el espectáculo, y fue la visualización en la gran pantalla de El imperio contraataca (1980) lo que despertó su pronta vocación por el cine.
Cursó el Bachillerato y el COU en el colegio de San Francisco de Paula. Estudió interpretación, dirección y escenografía en el Centro Andaluz de Teatro (C.A.T.). Compaginó estos estudios con los realizados en el Conservatorio de Música Manuel Castillo de Sevilla, en el grado elemental en la especialidad instrumental de piano. Desde entonces hasta la actualidad, ha continuado sus estudios no reglados de composición y piano con los maestros Alberto Alpresa, Jesús M. Sancha y Diamelva Contreras.
En 1999, continuó esta fase de su formación en la Escuela de Cinematografía y del Audiovisual de la Comunidad de Madrid (ECAM), estudiando realización de audiovisuales y dirección de cine.
En 2011 inició el grado en Comunicación audiovisual en la Facultad de Comunicación y, tras graduarse en 2015, estudió el Máster de Artes del Espectáculo vivo en la Universidad de Sevilla, y en el 2024 el máster de profesorado en la especialidad de Lengua y Literatura. Su próximo proyecto académico es terminar la tesis doctoral que comenzó bajo la dirección de Virginia Guarinos en la Universidad de Sevilla.

## Trayectoria
A lo largo de su carrera, ha combinado la producción, la dirección y la docencia, consolidando así una trayectoria vinculada tanto al ámbito cinematográfico como al teatral.
Durante la época de Bachillerato, dirigió La tragedia de Faustino de Heredia, diseñó los decorados de la obra y los vestuarios, además de ser el protagonista de la misma.En 1997, dirigió el taller de tercer curso Amistades peligrosas, protagonizado por la actriz Luchi Macías, que se representó en la Sala San Luis. Para ello, adaptó la obra de Pierre Choderlos de Laclos, compuso la música y diseñó la escenografía y los vestuarios.
Delgado entró a formar parte del Coro del Teatro de la Maestranza, colaborando como coralista en las representaciones de Aída de Giuseppe Verdi (1995), La Bohème (1996) y Turandot de Giacomo Puccini (1998).
En 1999, Ignacio produjo el cortometraje El chico en la puerta, dirigido por Alberto Palma y rodado en 35 mm. La cinta contó con la participación de destacados profesionales como la actriz Paz Vega, Timy, Enrique Villén, el director de fotografía Javier Aguirresarobe y el montador Iván Aledo. Este proyecto, reconocido por su calidad experimental, formó parte de la sección oficial del Festival de Cine Iberoamericano de Huelva.
En 2000, fundó Producciones Cinematográficas Saint Denis SL para dar un marco empresarial a sus actividades como emprendedor audiovisual y escénico, que sigue vigente en la actualidad.En ese año fue contratado como jefe de producción en la serie Segredos do Mar, producida por la productora brasileña Rede Globo, experiencia que le permitió ampliar su perspectiva internacional desde Sevilla.
Ignacio desarrolló el proyecto de largometraje Juro que conocí a Kubrick (2000). El proyecto recibió apoyo financiero de la Consejería de Cultura de la Junta de Andalucía y Canal Sur. Para el rodaje de esta película se contaba con la implicación de figuras de la talla de actores como Sergi López y Leonor Watling. El proyecto se interrumpió cuando Delgado viajó a Londres a pedirle permiso en persona a la viuda de Kubrick, Christiane, para usar el nombre y la apariencia de su marido y esta lo denegó, porque dio la casualidad de que ellos estaban desarrollando una película sobre el mismo tema: Coloréame Kubrick (2005).
En 2001, Delgado dirigió su primer cortometraje, La pelota, la primera producción de PC Saint Denis rodada en 35 mm. La obra, montada por Iván Aledo y cofinanciada por Canal Sur Televisión y el Ministerio de Cultura (ICAA), fue seleccionada en la sección oficial del Festival de Cine Español de Málaga en 2002.
Delgado prestó servicios de corrección de guiones para FORTA. Gracias a esta labor profundizó en el proceso de escritura de un buen guion y además le permitió entrar en contacto con los proyectos cinematográficos del entorno andaluz.
En 2002, coproduce el cortometraje 1939 dirigido por Juan A. Barrero y basado en el relato Diálogo de los muertos de Francisco Ayala. Este cortometraje, protagonizado por el reconocido actor Juan Diego, fue un proyecto respaldado por la Fundación Ayala. Ganó el Premio RTVA al Mejor Cortometraje en el Festival Internacional de Jóvenes Realizadores de Granada, contando además con el apoyo internacional del Instituto Cervantes.
En 2003, se encargó tanto de la producción como de la puesta en escena de la ópera Così fan tutte de Wolfgang Amadeus Mozart.El espectáculo, estrenado en el Teatro Lope de Vega de Sevilla, fue diseñado por el prestigioso arquitecto Antonio Sáseta y formó parte del programa Ópera va por Barrios del Ayuntamiento de Sevilla.

Cartel del largometraje Reprimidos (2004)

En 2004, Ignacio estrenó su ópera prima, Reprimidos, en el Festival de Cine Iberoamericano de Huelva, donde se presentó como película de apertura. Delgado asumió los roles de productor, director y guionista. La película fue coproducida por Enrique Cerezo. Rodada en 35 mm, la producción se llevó a cabo con un equipo técnico y artístico destacado, incluyendo el debut de Daniel Grao y Marta Hazas, que poco después se consolidaron en la industria. Además, contó con la colaboración del director de fotografía Teo Delgado.
Desempeñó el rol de ayudante de producción en el laboratorio Fotofilm de Madrid en 2004 y trabajó como diseñador creativo en la productora de eventos audiovisuales AYSAV durante varios años a partir de 2005, mientras desarrollaba su carrera como cineasta. A través de Saint Denis, ha colaborado con importantes grupos empresariales como TCM Audiovisión, y Viajes El Corte Inglés, además de prestar servicios a diversas consejerías de la Junta de Andalucía y la Comisión europea. En este periodo, ha comercializado, producido y realizado cientos de instalaciones y eventos audiovisuales.
En 2012, Ignacio retomó la composición del musical Lisístrata de Aristófanes, además de encargarse de la producción y el diseño de escenografía y vestuario del espectáculo. La obra, protagonizada por destacados actores andaluces como Alfonso Sánchez Fernández, Alberto López López, Mari Paz Sayago y Alex Peña, realizó una exitosa gira nacional con el apoyo de la Consejería de Cultura de la Junta de Andalucía.
Delgado participó en el cortometraje Lapso, dirigido por Mateo Sánchez, en 2013, encargándose del montaje audiovisual y aportando su experiencia técnica al proyecto. Así mismo realizó la edición del cortometraje La cuñadita (2015) de Víctor Barrera.
Produjo el documental Manuel Castillo: la elección voluntaria (2015), dirigido por Alberto Alpresa.En el documental intervinieron figuras fundamentales de la música clásica española como Ana Guijarro, Cristóbal Halffter, Luis de Pablo, Tomás Marco, Antón García Abril, José Enrique Ayarra. El estreno tuvo lugar en el emblemático Gran Teatro Falla enmarcado en el XIII Festival de Música Española de Cádiz y consolidando la trayectoria de la productora en el ámbito documental.
En 2016, produjo el largometraje, Segunda oportunidad, una película de ficción para Canal Sur Televisión dirigida por Álvaro de Armiñán y escrita por el propio Armiñán y Luis Manuel Carmona (fundador de Caligari Films).La cinta contó con un destacado elenco que incluía a Rosa María Sardá, Bernard Hill, Cristina Hoyos, Antonio Estrada Manjabacas, Mercedes Hoyos, Daniel Arias, Sebastián Haro, Cuca Escribano, entre otros.El largometraje fue reconocido con los premios: Mejor Actriz de Reparto a Rosa María Sardá, María Alfonsa Rosso, María Cabrera, Gloria de Jesús y Queti Naranjo en el Festival Internacional de Cine de Calzada de Calatrava; y Mejor Actor de Reparto a Sebastián Haro. El film participó en la Sección Oficial de Largometrajes de Ficción del Festival Nuevo Cine Andaluz en Casares, consolidando su éxito en el circuito cinematográfico y formó parte de la sección Al-Andalus del Festival de Cine Europeo de Sevilla de ese año.
En 2018, Saint Denis produjo el documental Juan Ruesga: arquitecto, escenógrafo y viceversa, dirigido por Luis Manuel Carmona.La obra recorre la vida y el legado de Juan Ruesga, reconocido por su papel en el nacimiento y desarrollo del teatro independiente en Andalucía, así como por su destacado trabajo como creador del Pabellón de Andalucía para la Exposición Universal de Sevilla de 1992.
Al año siguiente, produjo el documental La ciudad de la ópera (2019), dirigido por Alberto Alpresa con la participación de Canal Sur Televisión.La obra que explora la profunda relación histórica entre la ciudad de Sevilla y el mundo de la lírica está basada en el libro Sevilla: ciudad de 150 óperas de Andrés Moreno Mengíbar y Ramón Serrera Contreras. El reconocido barítono Carlos Álvarez hizo las veces de conductor del documental y el recorrido por la ciudad está conducido por la actriz María Rivero y el actor Ken Appledorn. La película incluye testimonios de figuras destacadas de la cultura y la música, como Teresa Berganza, Ruggero Raimondi y María José Montiel, además de críticos y expertos como Pablo J. Vayón y Francisco Núñez Roldán.
El capítulo piloto para la serie de ficción Lo que esconde el taró (2021), dirigido por Sonia Madrid, fue producido por Delgado y rodado en la localidad de Estepona. El capítulo cuenta con actores como Daniel Arias, Alejandro Vergara o María Alfonsa Rosso. Este proyecto concebido como un encargo privado, sigue actualmente en desarrollo y búsqueda de financiación.

Cartel del largometraje La caída de Alejandra (2022)

En 2021, Canal Sur adquirió los derechos del largometraje La caída de Alejandra, escrito y producido por Delgado y dirigido por Álvaro de Armiñán. El reparto consta de actores de la talla de Mercedes Hoyos, Antonio Dechent o Eloína Marcos.La película narra la desaparición de Alejandra López de Lemos, hija de un catedrático de historia del arte, y las repercusiones mediáticas y personales del caso.Apple TV+ distribuyó La caída de Alejandra en EE. UU. y Canadá, abriendo paso a Saint Denis al mercado internacional.
Ignacio hizo las veces de productor ejecutivo en Calladita, en 2022, un largometraje dirigido por Miguel Faus, reconocido por ser la primera película europea financiada mediante NFTs y distribuida por Karma Films.La película, basada en el cortometraje homónimo de 2020, combina comedia y drama, y cuenta con un elenco encabezado por Paula Grimaldo, Ariadna Gil y Luis Bermejo.El largometraje fue reconocido por el Festival de Cine de Sundance con el galardón Andrews/Bernard, impulsado por el cineasta Steven Soderbergh.
Calladita se estrenó en el Festival Black Nights de Tallin en 2023, llegó a los cines españoles en 2024 y fue número 1 en Netflix. Además, Miguel Faus está nominado a Mejor Dirección Novel en la 39 edición de los Premios Goya.
Actualmente, Delgado se encuentra inmerso en varios proyectos: largometrajes de ficción, documental, series y teatro, destacando el musical Noche de Relámpagos, actualmente en desarrollo.
Con respecto a su trayectoria como docente, desde 2013 a 2017 impartió clases en la Escuela Superior de Arte Dramático de Sevilla (ESAD) como profesor de interpretación ante la cámara, y de puesta en escena en el Conservatorio Superior de Música Manuel Castillo. Actualmente, imparte clases de cámara de cine, video y televisión en centro de formación profesional Cesur, perteneciente al grupo Coremsa.